# 世界の最高気温記録
世界の最高気温記録（せかいのさいこうきおんきろく）は、3つの異なる主要な方法で計測されてきた。すなわち、空気、地表面、あるいは人工衛星経由という方法であるが、世界気象機関やギネス世界記録は空気中での観測によるもので認定している。
2012年に反証されるまで90年もの間、リビアで計測された気温が世界の最高気温記録の地位にあった。この説が否定されたのち、デスバレーにて1913年に計測された観測値が世界一となっているが、この正当性についても議論がある。
これらよりも高い空気の温度の記録がいくつか報告されているが、それらのどれも、正式には認定されていない。そのほかの2つの異なる観測法、つまり地表面観測と人工衛星観測でも、世界の最高気温記録より高い気温を観測したことがあるが、それらは空気の観測より信頼性が低く、公式な認定もされていない。

## 通常の気温

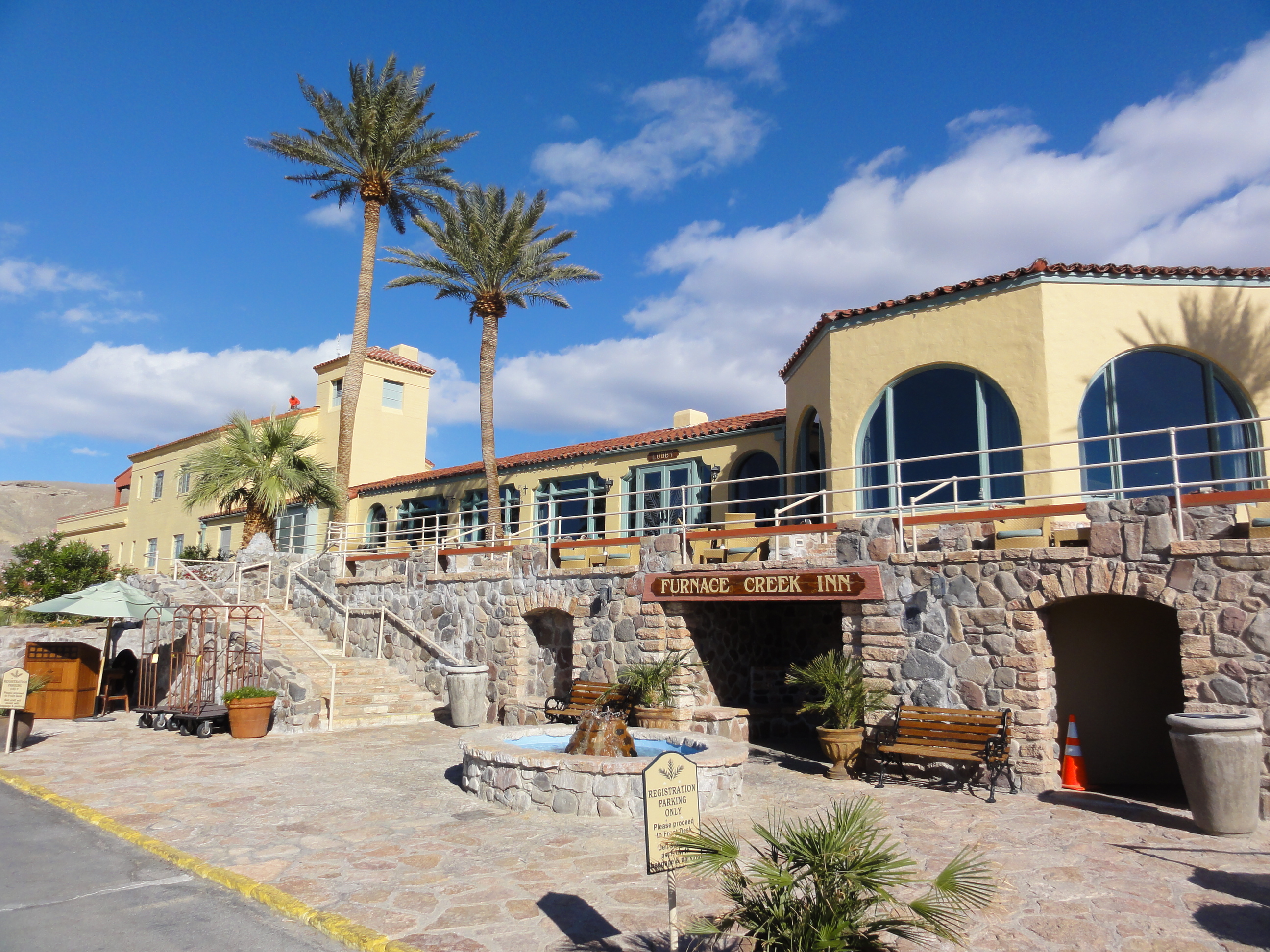
主張されている世界の観測史上最高気温が観測されたファーニスクリーク

気温の標準的な観測の方法は、空気中で、地面から1.5mの高さで、直射日光が当たらない場所で計測するというものである。

#### 1913年7月10日のアメリカ合衆国・ファーニスクリーク説
世界気象機関によれば、公認された地球上での観測史上最高気温は1913年7月10日にアメリカ合衆国カリフォルニア州の砂漠地帯にあるデスバレーのファーニスクリーク（グリーンランドランチ）で記録された56.7°C（134°F）であるが。世界気象機関のメンバーは2012年、「私たちはデスバレーの気温の極値を認める。もし何か新しい材料が見つかれば、私たちは必ず調査を開始する。しかし、現在のところは、全ての入手可能な証拠がこの記録の信頼性を裏付けている。」と述べた。
一方、記録された当時から信頼性に問題があると指摘されており、1949年に博士のアルノルド・コートは、ファーニスクリークでの56.7°Cの記録には、当時発生していた砂嵐が影響していたかもしれないとの結論に達した。コートは「このような嵐が強熱された地面の土砂を巻き上げ、観測機器の表面に衝突したことで、観測機器の中の温度が上がり、この記録が生み出されたのかもしれない」と述べた。クリストファー・C・バートやウィリアム・タイラー・レイドらのような気象史学者もまた、1913年のファーニスクリークでの記録は「神話」であり、実際の気温はこれより少なくとも2.2から2.8°C (4から5°F)低かったと主張している。2010年代後半にイランで記録された気温も2013年のファーニスクリークの記録に並んでいる。世界気象機関は1913年の記録を、将来何らかの調査が行われるまで保留したままにすると表明している。

#### その他の説
1931年のファーニスクリークに次ぐ記録として、1931年にチュニジアのケビリで記録された55°C、1942年にイスラエルのティラートズビで記録された54°Cなどがある。
2020年8月16日、ファーニスクリークにおいて、近代的観測機器によるもので最高となる54.4°C（129.9°F）の最高気温が観測された。
さらに、翌2021年7月9日には同じファーニスクリークにおいて再び54.4 °C（130.0°F）を記録した。ただしアメリカ合衆国の気象観測においては気温の単位としてファーレンハイト度（華氏度）が使用されており、華氏度では0.1°Fだけ高いため、前年超えとなった。

### 取り消された説

#### 1921年7月8日のイラク・バスラ説
日本では、外国の文献には見られない、1921年7月8日のイラクのバスラにおける58.8°Cが世界の最高気温記録として知られており、戦後数十年にわたって『気象年鑑』にも掲載されていた。しかし、2013年1月の研究では、1921年7月にバスラで128.9°F（53.8℃）が観測されたという報告が1934年の日本の文献に誤って「58.8°C」と引用され、1950年代以降にこれが広まった可能性が高いことが明らかになった。

#### 1922年9月13日のリビア・アジージーヤ説
1922年から2012年まで、世界気象機関が認める世界の観測史上最高気温の公式記録は、1922年9月13日にリビアのアジージーヤで記録した57.8°C (136.0°F)であった。しかし2010年から2012年まで、専門家により行われた調査の結果、この気温を記録してからちょうど90年となる2012年9月13日に、世界気象機関は、1922年の記録は未熟な観測者が誤って温度計を読んだときの誤差によるものという見方を示し、この記録の公認を取り消した。

## 地表面温度
地面の上で直接計測した温度は、気温を30 °Cから50 °C上回ることがある。地球上での地表の温度の理論的な上限は90 °Cから100 °C(194 °Fから212°F)の間にあると推測されている。上限は、暗い色をし、乾いた熱伝導率の低い土の上で達成されると考えられている。「世界の観測史上最高の地表面温度の公認記録」というものは存在しないが、1972年5月15日にファーニスクリークで観測された93.9 °C (201 °F)が世界での観測史上最高の地表面温度だといわれている。気象要因以外では、非人工要因での地表最高温度として、溶岩の温度は約1000℃となるが一般に地表温度記録とはみなされない。

## 衛星観測

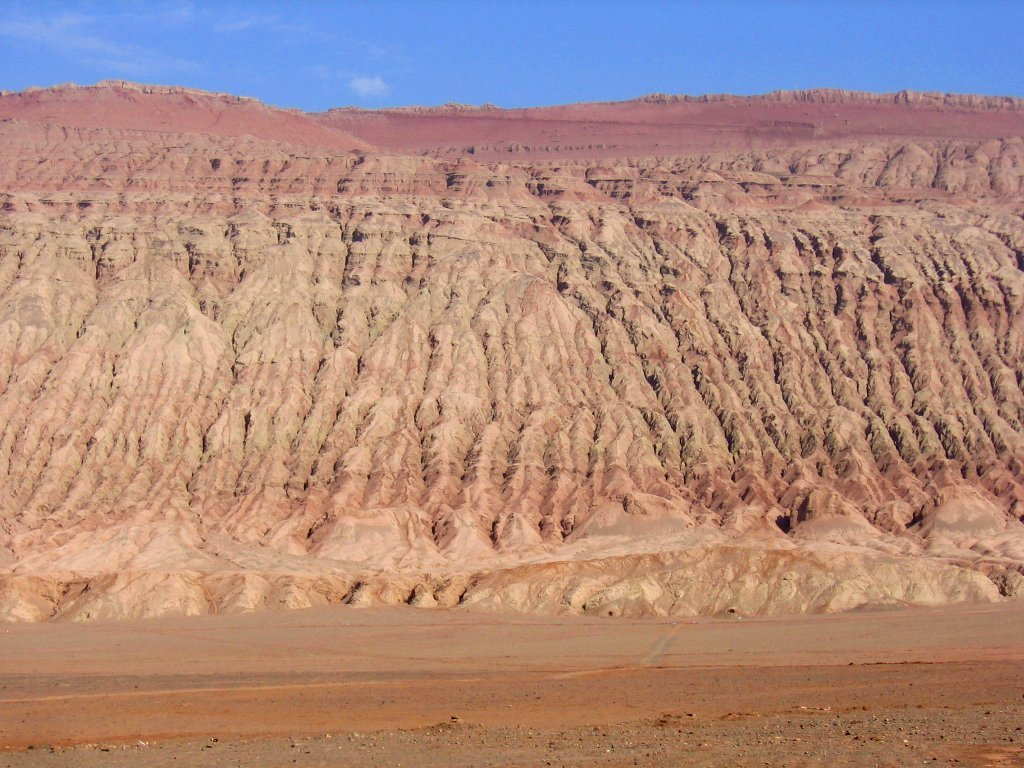
衛星観測で66.8℃の最高気温を記録したとされる中華人民共和国の火焔山

人工衛星を経由した気温の観測でもまた、地上での観測より高い気温が観測される傾向があるが、人工衛星の空気との摩擦による高度の低下などが関与する複雑な事情のため、これらの測定は地上にある温度計での測定より信頼性が低いとされることがしばしばある。2003年から2009年までに、Aquaに装備されている赤外線分光放射計のMODISによって行われた地上の気温の観測では、2005年にイランのルート砂漠で記録された70.7 °C (159.3 °F)が最高気温であった。ルート砂漠は、MODISによる7年間のうち5年間、すなわち2004年、2005年、2006年、2007年、そして2009年にも、各年の世界最高気温を記録している。なお、2003年の世界最高気温はオーストラリアのクイーンズランド州で記録された69.3 °C (156.7 °F)で、2008年の世界最高気温は、中華人民共和国の火焔山で記録された66.8 °C (152.2 °F)であった。なお、同期間でのデスバレーの最高気温は2005年に記録した62.7 °C (144.9 °F)と、ルート砂漠の記録より8 °C低かった。これらの観測では、広い地域の気温の平均をとったものが記録となっているので、局地的な最高気温と比べると、低い気温が記録となっている。さらに、2002年から2019年まで17年半に及ぶ観測データによる気温の記録が2021年に発表された。これによると、17年半の間での世界最高地表面温度は80.8 °C (177.4 °F)であり、2018年にルート砂漠で記録されたほか、2019年にメキシコのソノラ砂漠においても記録された。

## 非公認の主張
以下に示すのは、現在の世界の観測史上最高気温として公認されている56.7 °C (134.1 °F)を上回る気温を観測したとする、非公認の主張や、衛星観測によるものなどである。これらの中には、当時利用できる装置がなかったために決して公認されることがなかった歴史的な主張と、公認されていない科学的な主張とが含まれる。ソーシャルメディアを通じて、アマチュアの観測者による記録も、「史上最高気温を観測した」との主張とともに発信されるようになったが、それらの記録は後から疑わしいとみなされるようになっている。一例として、街灯が融けていたり、木が自然発火したりしていたと主張する映像が投稿されたこともある。これらは後から、高温によるものではなく、撮影前に行われていた別の無関係なイベントによるものだという「証拠」に基づき、気象学者によって反証された。なお、かつての世界記録の57.8 °C (136.0 °F)は反証されているので、以下の表には掲載されていない。
| 日付                      | 温度 °C/°F         | 種類               | 原因           | 場所                                              | 解説 |
| ------------------------- | ------------------ | ------------------ | -------------- | ------------------------------------------------- | --- |
| 1909年7月11日             | 57.8 °C (136.0 °F) | 気温               | ヒートバースト | チェロキー (アメリカ合衆国・オクラホマ州)         | この異常な気温は中部標準時で早朝3時に記録され、この地域の作物を干上がらせたと報告された。 |
| 1949年7月6日              | 70 °C (158.0 °F)   | 気温               | ヒートバースト | フィゲイラ・ダ・フォズ (ポルトガル・コインブラ県) | 2分間に、ヒートバーストの影響で、気温が38 - 70 °C (100.4 - 158.0 °F)に上がったと報告された。 |
| 1960年                    | 60 °C (140.0 °F)   | 気温               | ヒートバースト | コッパール (アメリカ合衆国・テキサス州)           | ヒートバーストにより気温が140 °F (60 °C)近くにまで上昇し、おそらくそれによって綿花が干上がり、植物も乾ききったと主張されている。 |
| 1966年7月6日              | 58.5 °C (137.3 °F) | 気温               | ヒートバースト | サン・ルイス・リオ・コロラド (メキシコソノラ州)   | 州の記録に基づいて、メキシコの報道機関が報じた。 |
| 1966年7月6日              | 60 °C (140.0 °F)   | 気温               | ヒートバースト | メヒカリ (メキシコ・バハ・カリフォルニア州)       | バハ・カリフォルニア州の気象当局のアーカイブに保存されていた、ソノラ州サン・ルイス・リオ・コロラドで58.5 °C (137.3 °F)が記録されたときの新聞記事を使用し、これと同じ日に、地元の気象当局がメヒカリの「エル・リート」という集落で、独自の機器を用いて、60 °C (140.0 °F)の最高気温を記録していたことが分かった。当時当局が使用していた温度計の測定可能な温度の上限が60 °C (140.0 °F)であったので、これが記録になった。 |
| 1967年6月                 | 86.7 °C (188.1 °F) | 不明               | ヒートバースト | アーバーダーン (イラン)                           | 伝えられるところによると、86.7 °C (188.1 °F)の気温が、イランのアーバーダーンにおいて、ヒートバーストの最中に記録された。 |
| 1972年7月15日             | 93.9 °C (201.0 °F) | 地表面温度         | N/A            | ファーニス・クリーク (アメリカ合衆国)             | 地表面温度の節を参照 |
| 2005年                    | 70.7 °C (159.3 °F) | 人工衛星による観測 | N/A            | ルート砂漠 (イラン)                               | 衛星観測の節を参照 |
| 2008年                    | 66.8 °C (152.2 °F) | 人工衛星による観測 | N/A            | 火焔山 (中華人民共和国)                           | 衛星観測の節を参照 |
| 2011年                    | 84 °C (183 °F)     | 地表面温度         | N/A            | ポートスーダン (スーダン)                         | 84 °C (183 °F)の地表面温度がスーダンのポートスーダンで観測されたと報告された。 |
| 2003年7月以前（詳細不明） | 71.5 °C (160.7 °F) | 気温               | N/A            | 詳細不明 (ジブチ)                                 | 国際協力事業団などによる、ジブチについての2003年7月の報告書に「世界最高気温（71.5 度）を記録した」と記載されている。もっとも、当該報告書は教育についてのもので、気温については「要約」の節で触れられているのみで、詳細は不明である。しかし、日本テレビの番組でも取り上げられている。 |